# Topomineralogia
Topomineralogia – samodzielny kierunek naukowy współczesnej mineralogii, zajmujący się badaniem prawidłowości w tworzeniu się i rozmieszczeniu minerałów w różnych formacjach geologicznych na Ziemi, a także formacjach pozaziemskich.